# 塩見大貴
塩見 大貴（しおみ だいき）は、日本の俳優。愛媛県出身。esArtist所属。

## 出演作品

### 映画
- おにいちゃんのハナビ（2010年9月25日、ゴー・シネマ）
- 東京島（2010年）
- 犬の首輪とコロッケと（2011年）
- BADコミュニケーション（2013年）
- 図書館戦争（2013年）
- 謝罪の王様（2013年・水田伸生監督）
- 娚の一生（2015年）
- 龍三と七人の子分たち（2015年、ワーナー・ブラザース映画）
- 日本のいちばん長い日（2015年8月8日）
- TRASH / トラッシュ（2015年10月24日）
- ボクは坊さん。（2015年10月）

### 配信ドラマ
- アイアムアヒーロー はじまりの日（2016年4月9日 、dTV） - 笹井 役